# Троицкая церковь (Слоним)
Троицкая церковь (бывший костёл) и монастырь бернардинцев (бел. Троіцкая царква і кляштар бернардзінцаў) — памятник архитектуры барокко в городе Слониме Гродненской области Белоруссии. Находится в восточной части исторического ядра города на левом берегу реки Щара, по адресу: ул. Васи Крайнего, 23, 25. Мужской бернардинский монастырь располагался на Бернардинской улице, в северо-восточной части города. Входил в оборонительную систему Слонима. Церковь относится к Слонимскому благочинию Новогрудской епархии Белорусской православной церкви. Здания внесены в Государственный список историко-культурных ценностей Республики Беларусь как историко-культурная ценность республиканского значения.

## История

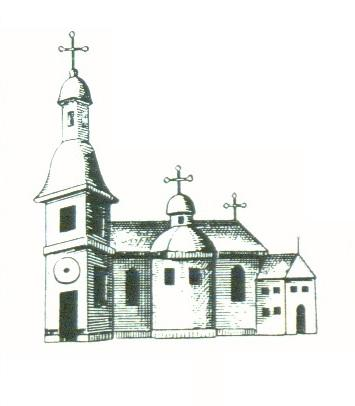
Монастырь бернардинцев, с пиктографической карты XVIII века

Возведены в XVII веке как опорный пункт системы городских оборонительных сооружений. Костёл построен в 1639—1645 годах на месте деревянного, заложенного в 1630 году по фундации Андрея и Екатерины Радванов. Освящён в 1671 году. В 1749 году был построен жилой корпус монастыря.
Костёл переоборудован под Троицкую православную церковь в 1866 году гродненским губернским инженером В. Ф. Небольсиным, освящен в 1867 году. Монастырь реконструирован архитектором Тихвинским под духовное училище. В начале XX века по проекту архитектора В. Ханенберга был приспособлен под административное учреждение. В 1920—1930-е годы использовался как административное здание. Теперь в нём расположен интернат Слонимского медучилища.

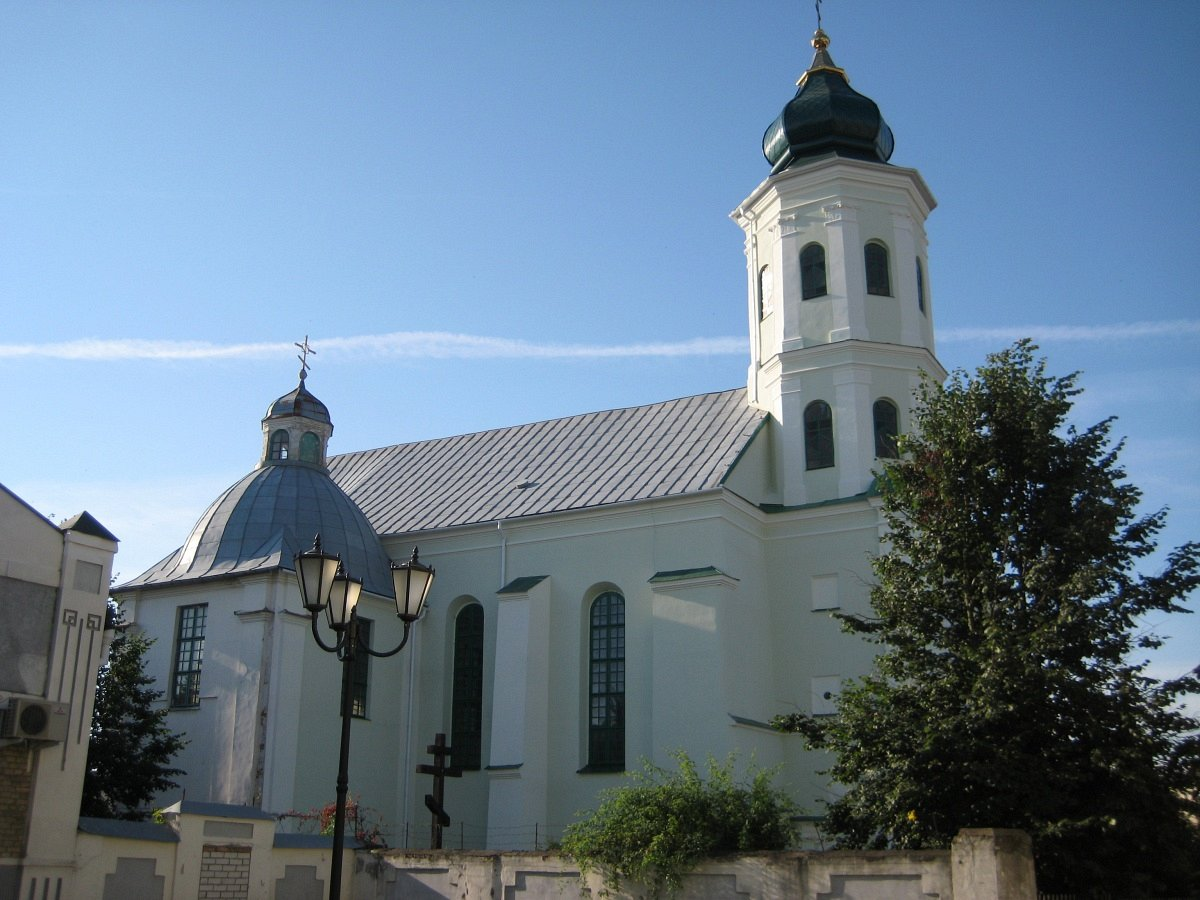
Церковь в 2014 году, шатровая крыша на башне заменена на луковичный купол

В 2012 году было принято решение заменить шатровый купол на жестяной купол сложной луковичной формы, окрашенный в тёмно-зелёный цвет, возвращение которого было обосновано фотографиями начала XX века. 27 октября 2015 года новый купол был заменён на гигантский золотой купол-луковицу, что, по мнению председателя Белорусского добровольного общества охраны памятников истории и культуры Антона Астаповича, нарушает исторический облик здания.

## Архитектура

### Церковь

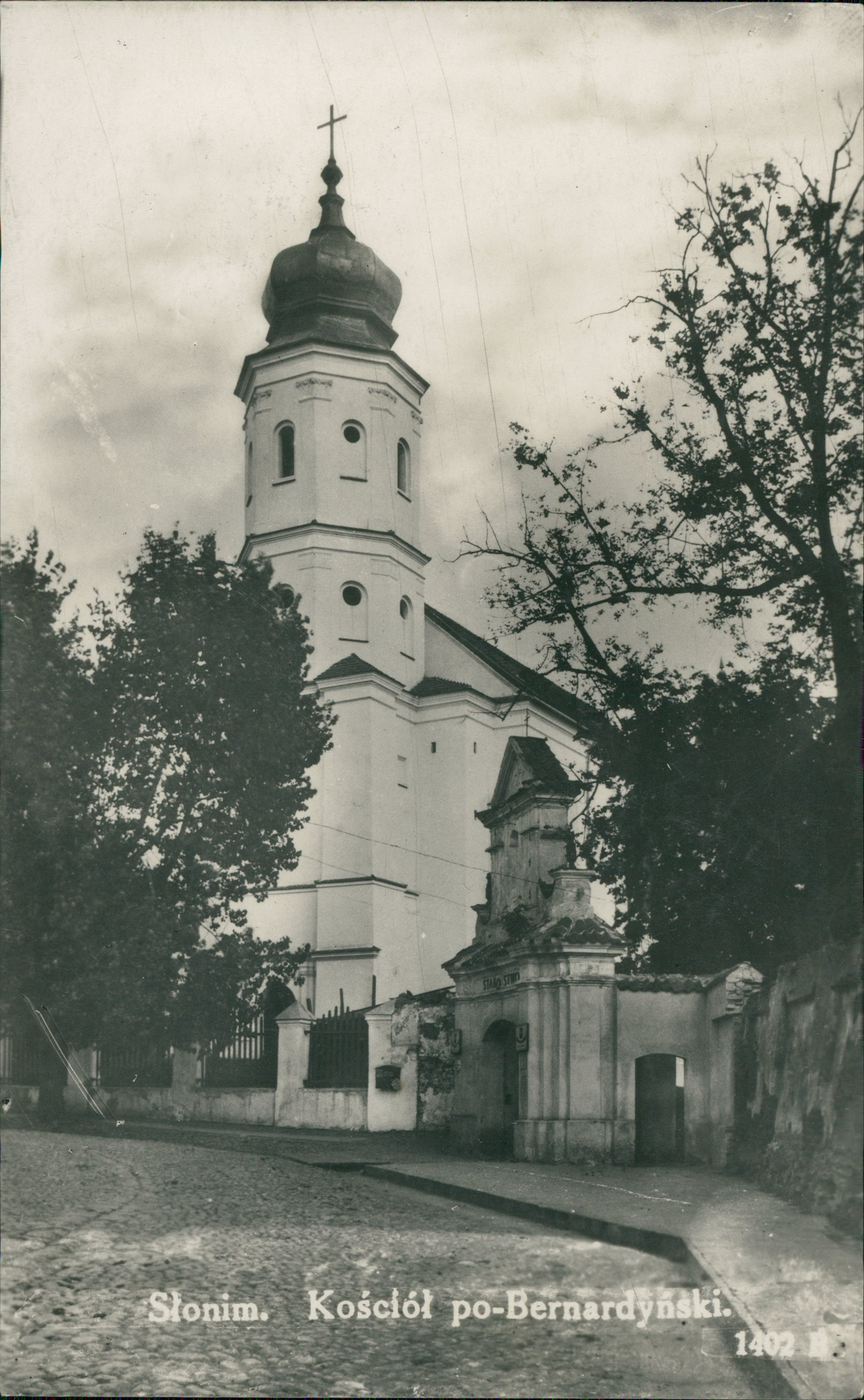
Церковь в 1933 году

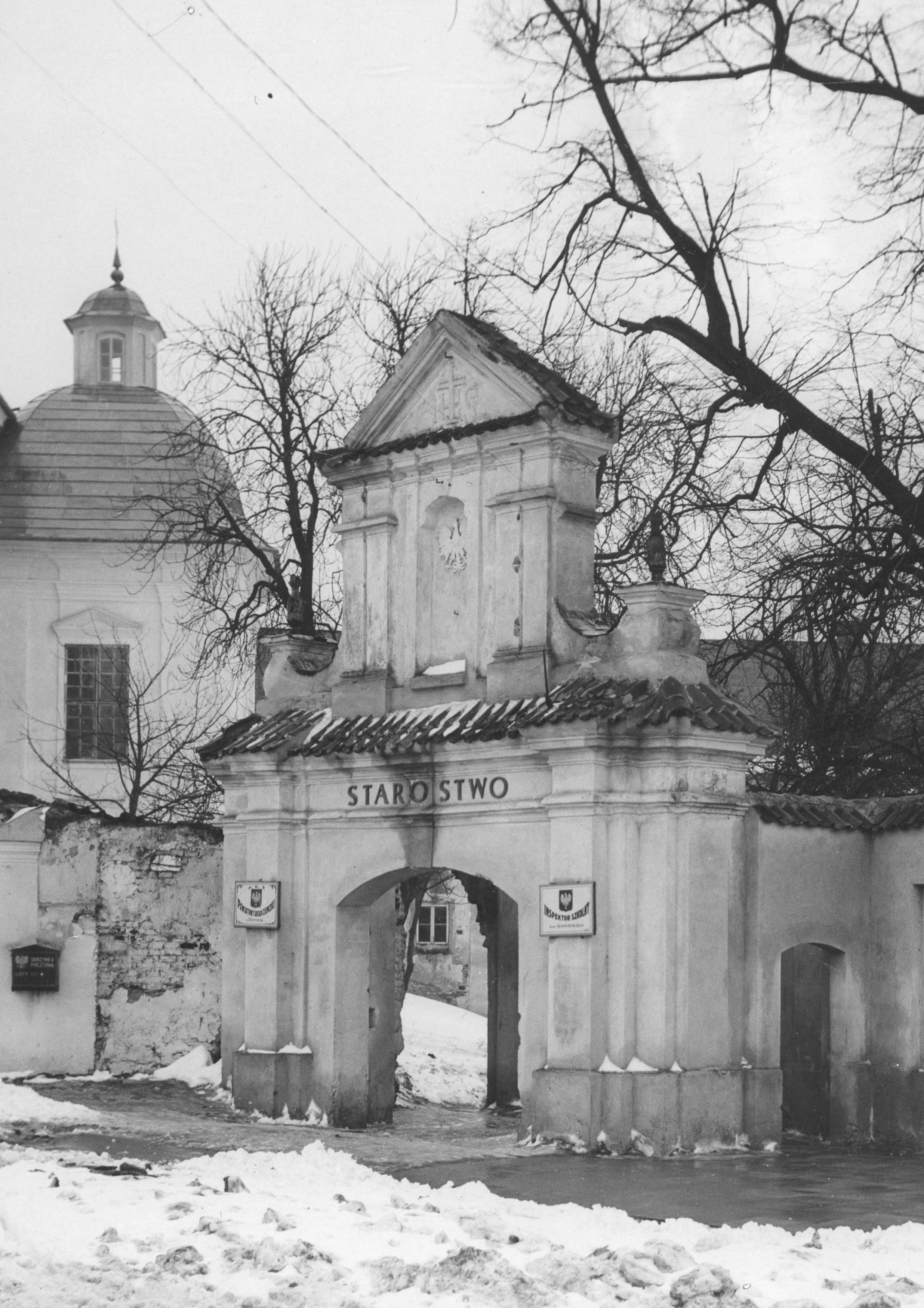
Ворота монастыря в 1931 году. Витольд Пикель

Церковь — памятник архитектуры барокко и рококо, представляет собой однонефный каменный храм с вытянутым пресвитерием, сакристиями и полукруглой алтарной апсидой, трёхъярусной башней-колокольней и при входе (первый ярус квадратный в плане, укреплённый контрфорсами, два верхних — восьмигранные, отделанные пилястрами), накрытой шатровой крышей. В 1668 и 1750 годах к апсиде пристроены две боковые квадратные в плане часовни, завершённые шлемовидными куполами. Стены храма укреплены контрфорсами, прорезаны большими окнами с полуциркульными завершениями. Входящий портал церкви оформлен ордерными элементами: полуколоннами, упрощённым антаблементом, архивольтами.

#### Интерьер
Интерьер храма, как и его внешний облик, отмечается суровой простотой. Неф переходит в более узкий пресвитерий, который выделен алтарной перегородкой и завершён полукружием апсиды, перекрыт цилиндрическим сводом с распалубками и конхой в алтарной части храма. Простенки укреплены столбами-пилястрами, объединёнными с внешними контрфорсами в единый конструкционный элемент, поддерживающий распор сводов. Как и стены, своды лишены декоративной обработки. Только их верхняя часть украшена лепным геометрическим декором. С западной стороны нефа на трёхпролётной аркаде и крестовых сводах возвышаются барочные хоры, которые ограждены фигурным вогнуто-выпуклым парапетом.
Декоративная композиция интерьера построена на постепенном масштабном и декоративном нарастании группы боковых алтарей, в которой доминирует главный центральный алтарь апсиды XVIII века. Выполненный монолитно со стеной, он имеет симметрично-осевую многоколонную и многофигурную архитектонику: на цоколь в виде арочных ниш с крапованным пьедесталом и табернакулом установлена колоннада тёмно-коричневого стукко, она несёт раскрапованный антаблемент с фигурами развевающимися ангелов. После 1864 года в алтаре установлен иконостас. По центру первого яруса главного алтаря в прямоугольной раме расположена икона Святой Троицы (XVIII в., холст, масло). В простенках апсиды установлены боковые, меньшие по размеру и более скромные по композиции алтаря. Пресвитерий отделяется от зала храма угловыми алтарями, раскрапованными пучками пилястр и завершёнными барочными вогнуто-выпуклыми фронтонами. В простенках нефа сохранились ещё два накладных алтаря меньшего размера. Орнаментика всех алтарей основана на темах рококо: насыщенные краповками и орнаментальной лепниной пилястры, волюты, рокайли, раковины, вазы, фигурки ангелов.

### Монастырь

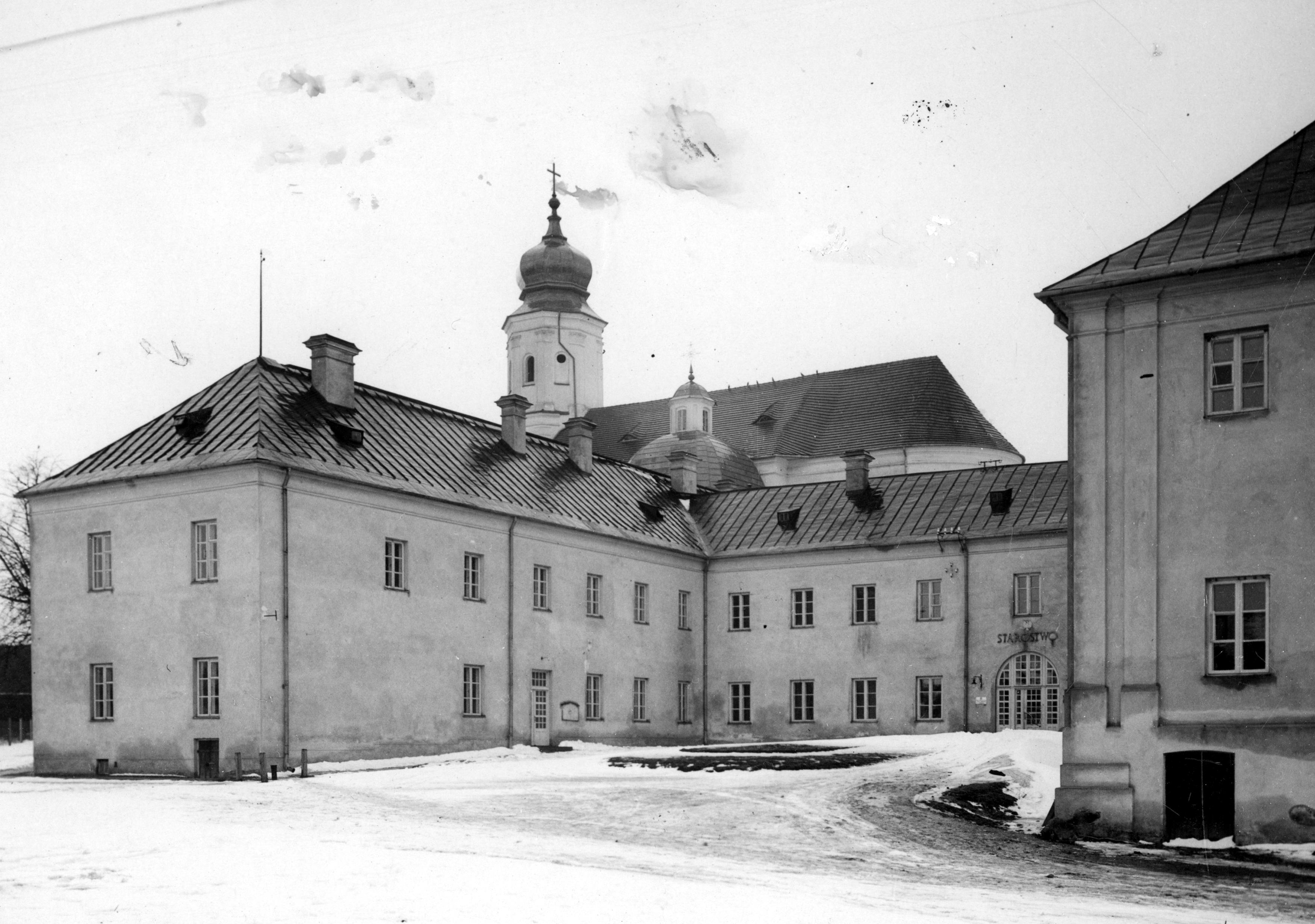
Монастырь бернардинцев в 1931 году. Витольд Пикель

С южной стороны от храма находится монастырь, который представляет собой двухэтажный П-образный в плане каменный жилой корпус, примыкающий с южной стороны к апсиде храма, ограничивает прямоугольный курдонёр, раскрытый в южную сторону. Построен из кирпича в середине XVIII века, о чём свидетельствует надпись «1749» на краеугольном камне фундамента. Монументальное массивное здание накрыто вальмовой крышей с пластическим изгибом над карнизом. Плоскостные стены лаконично крапованы одинарными простеночными и парными угловыми пилястрами, опоясаны карнизом несложного профиля и тягой.
Планировка галерейная. В коридорах и помещениях сохранились крестовые и цилиндрические своды с распалубками. В торце восточного крыла — широкий зал, перекрыт цилиндрическим сводом с люнетами. Памятник архитектуры барокко.